# 133814 Wenjengko
133814 Wenjengko este o planetă minoră (asteroid), cu un diametru de 5,337 km, din centura de asteroizi. A fost descoperită pe 20 noiembrie 2003 la Catalina Station⁠(d) de Catalina Sky Survey. 
Obiectul prezintă o orbită caracterizată de o semiaxă mare de 3,1512085140646 UAi, o excentricitate de 0,07, o înclinație de 16 ° în raport cu ecliptica.